# Piotr Maślak
Piotr Maślak (ur. 1975 w Opolu) – polski dziennikarz radiowy i telewizyjny, nauczyciel akademicki.

## Życiorys
Absolwent Wydziału Dziennikarstwa i Nauk Politycznych Uniwersytetu Warszawskiego.
Był związany z redakcją programu Wydarzenia w Telewizji Polsat, z programem Puls Raport w TV Puls, z Radiem Zet.
W latach 2008–2016 pracował jako dziennikarz Telewizji Polskiej w TVP1, TVP2, TVP Info, pracując przy programie śniadaniowym i programach informacyjnych w TVP1, w tym przygotowując reportaże dla Wiadomości.
Od października 2012 do stycznia 2024 prowadził w Tok FM audycję Pierwsze śniadanie w TOK-u. W styczniu 2024 powrócił do TVP, w której został szefem Agencji Kreacji Publicystyki, Dokumentu i Audycji Społecznych.
W 2015 prowadził kampanię społeczną Narodowa Loteria Paragonowa, odbywającą się w latach 2016–2017, organizowaną przez Ministerstwo Finansów.
Od 2015 jest wykładowcą na Uniwersytecie SWPS.

## Działalność poza mediami
Pobiegł w akcji „Biegiem na Majdan” solidaryzując się z Ukraińcami, w rocznicę krwawego stłumienia protestu na Euromajdanie w Kijowie. Aktywiści, dziennikarze sztafetowo przebiegli trasę z Warszawy do Kijowa.